# Сірспорт (Мен)
Сірспорт (англ. Searsport) — місто (англ. town) в США, в окрузі Волдо штату Мен. Населення — 2649 осіб (2020).

## Демографія
Згідно з переписом 2010 року, у місті мешкало 2615 осіб у 1186 домогосподарствах у складі 715 родин. Було 1510 помешкань
Расовий склад населення:
| - 97,2 % — білих - 0,8 % — корінних американців - 0,5 % — чорних або афроамериканців - 0,2 % — вихідців з тихоокеанських островів - 0,1 % — азіатів |

До двох чи більше рас належало 1,2 %. Частка іспаномовних становила 0,9 % від усіх жителів.
За віковим діапазоном населення розподілялося таким чином: 19,0 % — особи молодші 18 років, 62,0 % — особи у віці 18—64 років, 19,0 % — особи у віці 65 років та старші. Медіана віку мешканця становила 46,9 року. На 100 осіб жіночої статі у місті припадало 91,2 чоловіків;  на 100 жінок у віці від 18 років та старших — 89,4 чоловіків також старших 18 років.
Середній дохід на одне домашнє господарство  становив 46 920 доларів США (медіана — 35 909), а середній дохід на одну сім'ю — 60 635 доларів (медіана — 53 426). Медіана доходів становила 51 270 доларів для чоловіків та 51 381 долар для жінок. За межею бідності перебувало 13,6 % осіб, у тому числі 3,3 % дітей у віці до 18 років та 11,3 % осіб у віці 65 років та старших.
Цивільне працевлаштоване населення становило 1252 особи. Основні галузі зайнятості: освіта, охорона здоров'я та соціальна допомога — 33,1 %, роздрібна торгівля — 16,9 %, виробництво — 14,5 %.